# Зейлер, Юлиус
Юлиус Зейлер (нем. Julius Seyler, 4 мая 1873, Мюнхен – 22 ноября 1955, Мюнхен) – немецкий художник и спортсмен, первый двукратный чемпион Европы по конькобежному спорту (1896 – 1897 года).

## Спортивная карьера
Первый спортивный успех пришёл Юлиусу Зейлеру в 17 лет, когда на чемпионате Германии в Мюнхене он был третьим на дистанции 3000 метров. Через пять лет он стал абсолютным чемпионом Европы, заняв первые места на всех четырёх дистанциях. Через год в Амстердаме он повторил свой успех. Кроме этого Юлиус Зейлер дважды становился вторым в общем зачёте на чемпионате мира-1898 в Давосе и чемпионате Европы-1895 в Будапеште. Он установил один мировой рекорд на дистанции 500 метров и 22 национальных рекордов.
Юлиус Зейлер стал первым конькобежцем, который во время бега начал держать руки за спиной.
Кроме занятий конькобежным спортом Юлиус Зейлер занимался греблей и парусным спортом. В 1898 году он победил на международной парусной регате в Аммерзее (Германия).

## Рекорд мира
| дата           | дистанция  | рекорд | город |
| -------------- | ---------- | ------ | ----- |
| 14 января 1898 | 500 метров | 46,2   | Давос |

## Личные рекорды
| дата           | дистанция        | рекорд   | город  |
| -------------- | ---------------- | -------- | ------ |
| 14 января 1898 | 500 метров       | 46,2     | Давос  |
| 29 января 1898 | 1500 метров      | 2.27,60  | Давос  |
| 17 января 1891 | 3000 метров      | 6.28,40  | Мюнхен |
| 14 января 1898 | 5000 метров      | 9.02,00  | Давос  |
| 15 января 1898 | 10000 метров     | 18.05,00 | Давос  |
| 15 января 1898 | Сумма многоборья | 205,133  | Давос  |

## Достижения
| турнир                                  | дата                | город           | 500 м                | 1500 м                   | 5000 м      | 10000 м     | очки    | место |
| --------------------------------------- | ------------------- | --------------- | -------------------- | ------------------------ | ----------- | ----------- | ------- | ----- |
| 1-й чемпионат Европы - многоборье       | 21 – 22 января 1893 | Берлин          | 54,4 (3), 54,6 (1/q) | 2.57,0 (4/q), НС         | 10.06,0 (4) | –           | –       | (4)   |
| Международные соревнования – многоборье | 16 – 17 января 1895 | Давос           | 49,4 (2)             | –                        | 9.52,6 (1)  | 2.34,0 (1)  | –       | 1     |
| 3-й чемпионат Европы – многоборье       | 26 – 27 января 1895 | Будапешт        | 51,0 (2), 50,4 (2/q) | 2.49,4 (1/q), 3.16,0 (2) | 9.40,0 (2)  | –           | –       | (2)   |
| Международные соревнования – многоборье | 11 – 12 января 1896 | Давос           | 49,8 (1)             | 2.35,2 (1)               | 9.26,6 (1)  | 18.35,0 (1) | 213,943 | 1     |
| 4-й чемпионат Европы – многоборье       | 29 января 1896      | Гамбург         | 53,2 (1)             | 2.39,6 (1)               | 9.55,0 (1)  | 20.00,8 (1) | –       | 1     |
| 4-й чемпионат мира – многоборье         | 7 – 8 февраля 1896  | Санкт-Петербург | –                    | 2.44,2 (2)               | –           | –           | –       | Б/М   |
| 5-й чемпионат Европы – многоборье       | 12 – 13 января 1897 | Амстердам       | 48,8 (1)             | 2.39,8 (1)               | 9.39,8 (1)  | 19.43,6 (1) | –       | 1     |
| Международные соревнования – многоборье | 16 – 17 января 1897 | Давос           | 47,8 (1)             | 2.33,8 (1)               | 9.18,0 (1)  | 19.22,8 (1) | 213,007 | 1     |
| 5-й чемпионат мира – многоборье         | 5 – 6 февраля 1897  | Монреаль        | 48,6 Ф (3)           | 2.43,2 (3)               | 8.47,6 (2)  | 20.42,2 (2) | –       | Б/М   |
| 6-й чемпионат мира – многоборье         | 6 – 7 февраля 1898  | Давос           | 47,2 (1)             | 2.29,2 (2)               | 9.14,6 (3)  | 18.47,8 (2) | –       | (2)   |
| 7-й чемпионат Европы – многоборье       | 16 – 17 января 1899 | Давос           | 48,6 (2)             | 2.48,2 (2)               | НФ          | –           | –       | Б/М   |
| 7-й чемпионат мира – многоборье         | 4 – 5 февраля 1899  | Берлин          | 51,5 (2)             | –                        | НФ          | 21.25,0 (2) | –       | Б/М   |

Творчество
Пейзажист и анималист. В 1892 брал уроки живописи у Л.Шмидт-Ройте. В 1892 г. поступил в Мюнхенскую Академию Художеств, где учился у В. фон Дица, Л. Хертериха и В. Цюгеля. В 1900 обратился к пленэрной живописи, 1909 находился под влиянием мастеров барбизонской школы и импрессионистов. В период 1913–1921 гг. живет в США. С 1924 – профессор Мюнхенской АХ. Участник многочисленных выставок. 
Немецкая критика 1930-1950-х гг. называет Зейлера среди художников первого ряда, наряду с Отто Диксом и Максом Либерманом. Картины Зейлера находятся во многих музеях мира. Посмертную маску с него снял Отто Дикс.
В собраниях России, творчество Юлиуса Зейлера представлено в Саратовском художественном музее имени А.Н. Радищева, пейзажем, который специалисты датируют 1930-ми годами. 

## Ссылка
- Сайт SkateResults.com, анг.
- Сайт Deutsche Eisschnelllauf-Gemeinschaft, нем.